# Szkroby
Szkroby (ukr. Шкроби) – wieś na Ukrainie, w obwodzie wołyńskim, w rejonie kowelskim. W 2001 roku liczyła 251 mieszkańców.
Do 2020 w rejonie starowyżewskim.